# 댕댕이덩굴
댕댕이덩굴(Cocculus trilobus)은 낙엽이 지는 덩굴성 넓은잎나무이다. 댕댕이, 댕강넝쿨, 용린(龍鱗), 토고등(土鼓藤)으로도 부른다.

## 분포
한국에서는 주로 산기슭의 양지나 밭둑 돌 틈에 많으며, 황해도 이남 지역에 분포하고 있다.

## 생태
잎은 넓은 달걀 모양이고, 2-3갈래로 얕게 나뉘어 있으며 어긋난다. 암수딴그루로서, 6월경에 황백색의 잔 꽃이 잎겨드랑이에서 취산꽃차례를 이루면서 핀다. 6개의 꽃받침조각이 있는데, 안둘레의 3개는 바깥둘레의 것보다 크며, 6개의 꽃잎은 각각 그 끝이 2갈래로 나뉘어 있다. 수꽃에는 6개의 수술이 있고, 꽃밥은 가로로 갈라진다. 암꽃에는 6개의 암술이 있다. 열매는 핵과로 10월경에 푸른 흑색으로 익는다. 열매는 먹을 수 있으며, 맛은 신맛과 쓴맛이 난다.

## 문화
‘항우도 댕댕이덩굴에 걸려 넘어진다’라는 속담이 있을 정도로 친숙한 덩굴식물이다.
덩굴로 바구니를 만들며, 그 바구니를 댕댕이바구니라 부른다.

## 사진

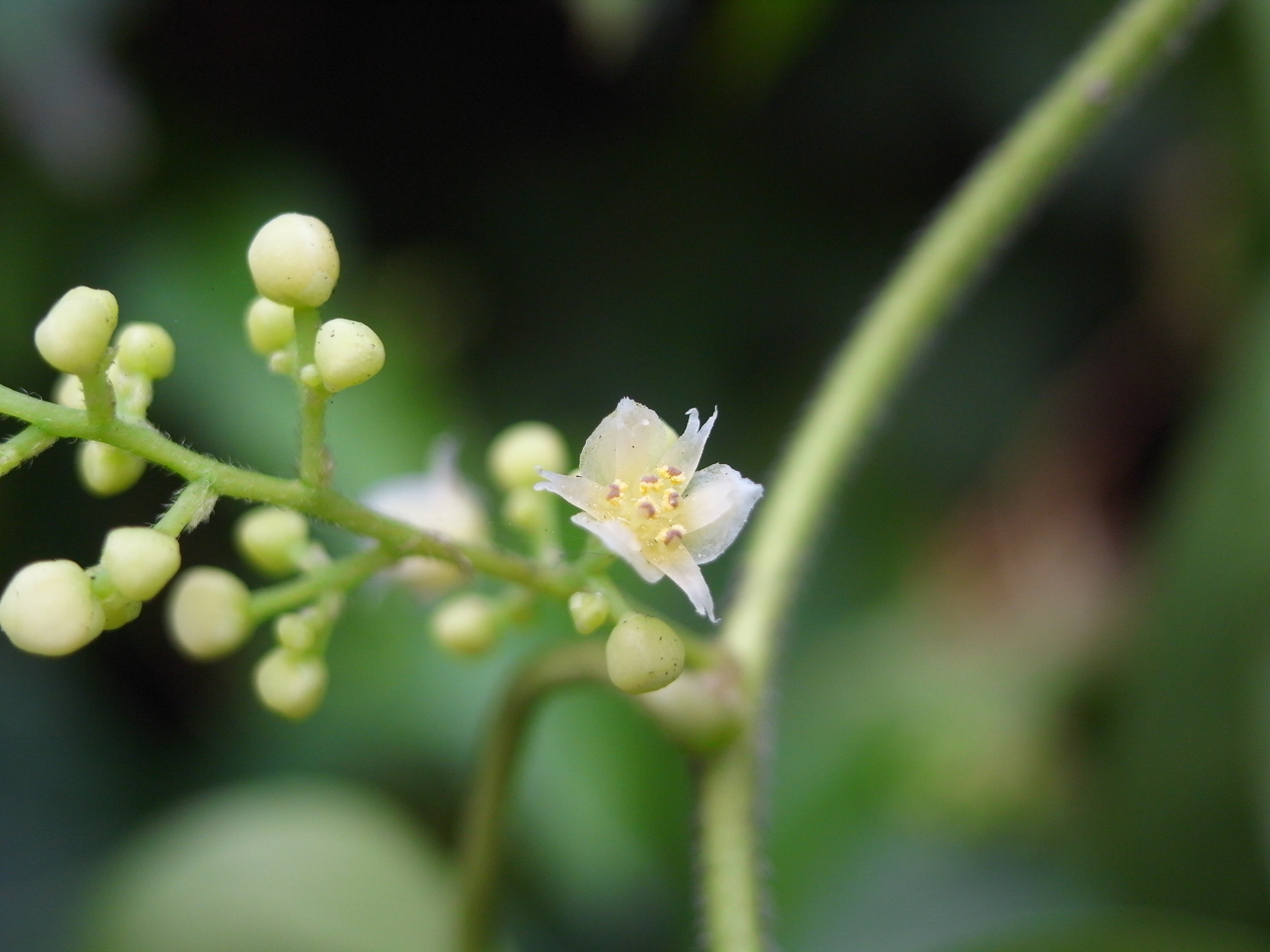
꽃
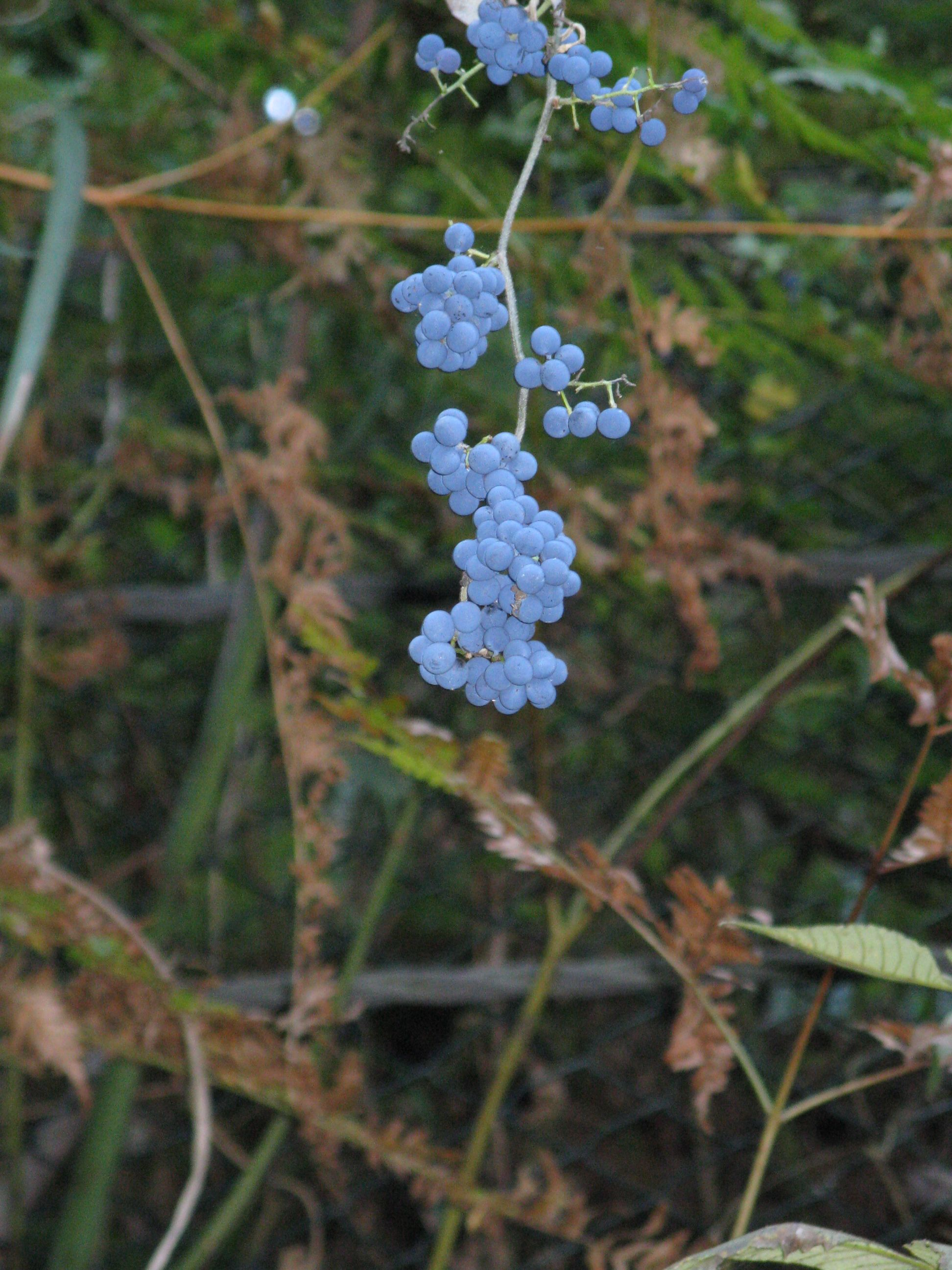
열매